# Pseudodiploexochus vumbaensis
Pseudodiploexochus vumbaensis is een pissebed uit de familie Armadillidae. De wetenschappelijke naam van de soort is voor het eerst geldig gepubliceerd in 1949 door Thomas Theodore Barnard.